# Mrozy
Mrozy – miasto w Polsce, w województwie mazowieckim, w powiecie mińskim, siedziba gminy miejsko-wiejskiej Mrozy.
Administracyjnie na terenie Mrozów utworzono trzy sołectwa: Mrozy, Mrozy Południe, Mrozy Wola .
W latach 1975–1998 miejscowość należała administracyjnie do województwa siedleckiego.
Siedziba gminy położona jest 5 km od drogi krajowej nr 2 Świecko – Terespol. Stacja kolejowa znajduje się na magistrali kolejowej E 20, Moskwa – Berlin. W miejscowości działa Ludowy Zespół Sportowy „Watra Mrozy”, korzystający ze stadionu przy ulicy Tartacznej, liczy 600 miejsc (w tym 374 siedzące). Atrakcją turystyczną jest rezerwat przyrody Rudka Sanatoryjna.

## Historia
Wieś była znana w XVI wieku pod nazwą Grozy, położona była w powiecie czerskim w ziemi czerskiej województwa mazowieckiego. Na początku XX wieku zasłynęła jako letnisko i uzdrowisko. Bywał tu między innymi malarz Józef Rapacki, jego brat Wincenty – aktor Teatru Narodowego, malarz Stanisław Masłowski i poeta Artur Oppman. Podczas II wojny światowej na tych terenach działały oddziały Gwardii Ludowej, 19 maja 1943 grupa wypadowa pod dowództwem Tadeusza Reka (1916-1943) napadła i rozbroiła posterunek granatowej policji.
Podczas okupacji hitlerowskiej, wiosną 1940 roku Niemcy utworzyli getto dla żydowskich mieszkańców. Przebywało w nim około 600 Żydów. 22 sierpnia 1942 roku zostali wywiezieni obozu zagłady Treblinka II i tam zamordowani.
1 stycznia 2014 roku Mrozy uzyskały status miasta.

## Architektura

### Zabytki
- zespół dworca kolejowego PKP, w tym dworzec murowany z 1888 i wieża ciśnień murowana z końca XIX wieku
- domy letniskowe, powstające w czasach rozkwitu tej miejscowości, głównie w dwudziestoleciu międzywojennym
- młyn wodny, murowano-drewniany z początku XX w.
- młyn wodny, murowany z początku XX w. (tzw. „Nożownia” – mieściła się tam fabryka noży „Gerlach”)
- pozostałości młyna wodnego drewnianego Dębkowizna z końca XIX w.

## Kultura

### Ogólnopolski Zjazd Opiekunów Szkolnych Pracowni Internetowych
W Mrozach corocznie (od 2001), pod koniec maja, odbywał się zjazd opiekunów szkolnych pracowni internetowych. Była to pierwsza impreza tego typu organizowana na skalę ogólnopolską i jak do tej pory największa. W 2014 zjazd po raz pierwszy został zorganizowany w Warszawie, by w następnym roku powrócić do Mrozów. Od 2016 w kolejnych latach odbywa się pod nazwą Majowe Mrozy w Warszawie, a Gmina Mrozy jest jednym z organizatorów. W zjeździe biorą udział nauczyciele informatyki i technologii informacyjnej. Zjazd wspomagają największe firmy z branży IT oraz związane z edukacją informatyczną. Gośćmi zjazdu bywają też autorzy podręczników do informatyki – między innymi Maciej Sysło i Grażyna Koba. Pierwszy zjazd był spotkaniem osób z grupy dyskusyjnej. W kolejnych latach impreza znacznie się rozrosła i obecnie corocznie gromadzi kilkaset osób.

### Wąskotorowy tramwaj konny

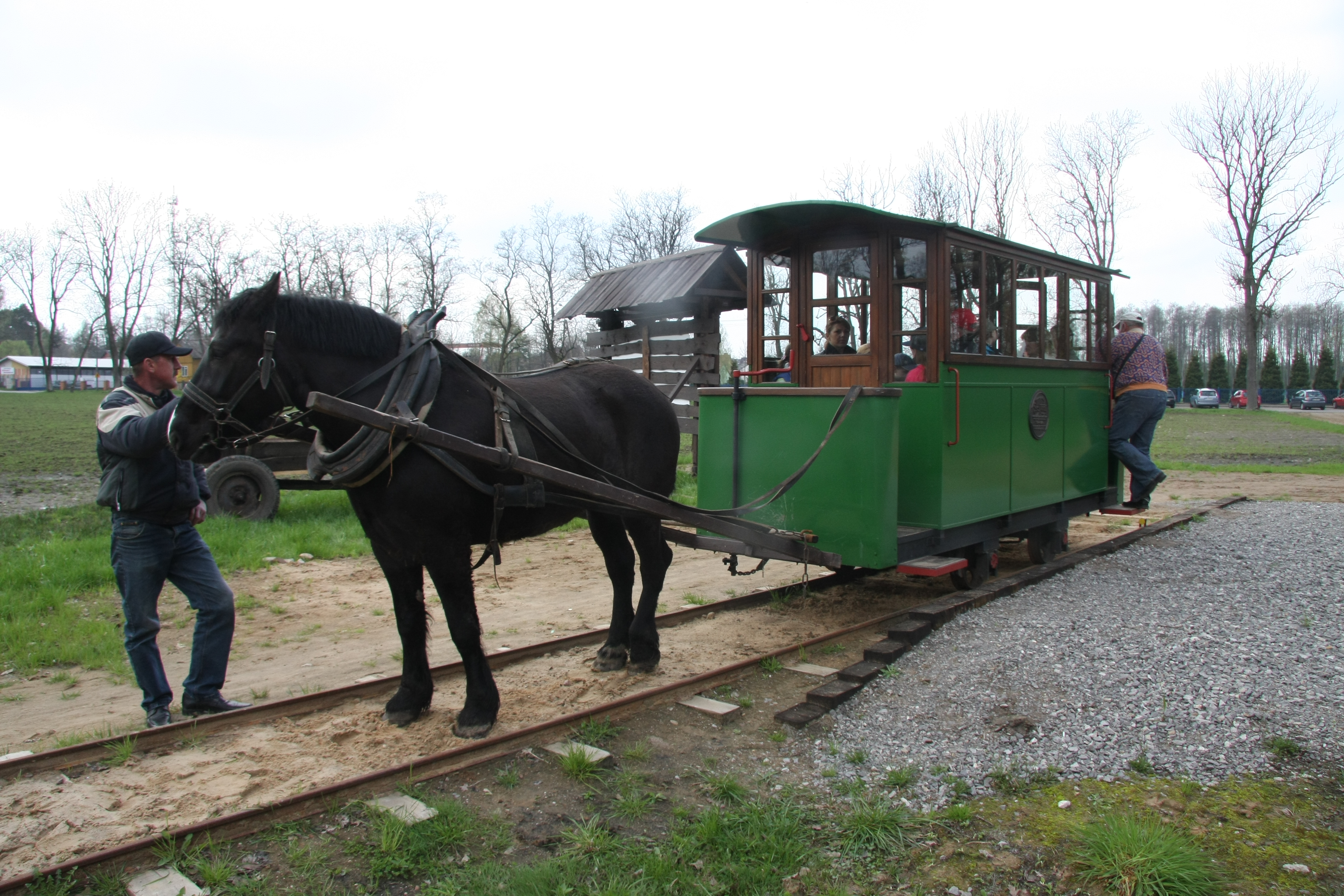
Tramwaj konny w Mrozach, 2013

W 1902 Warszawskie Towarzystwo Higieniczne, doceniając walory klimatyczne Mrozów i okolic, podjęło decyzję o wybudowaniu sanatorium do leczenia chorób płuc w Rudce k. Mrozów. W celu ułatwienia transportu materiałów do Rudki, położono tory kolejki konnej o prześwicie 900 mm, prowadzące od stacji Mrozy przez teren obecnego rezerwatu przyrody. Gdy po 6 latach zakończono budowę sanatorium, wózki towarowe zastąpiono tramwajem o drewnianej konstrukcji. Przewoził on kuracjuszy, pacjentów, pracowników oraz wczasowiczów na trasie 2,5 km. Tramwaj kursował w latach 1908–1967 i był jednym z dwóch takich pojazdów w Europie.
W 2007 Towarzystwo Przyjaciół Mrozów postanowiło reaktywować kolejkę. Ostatecznie odbudowa tramwaju rozpoczęła się w sierpniu 2011. Oficjalne otwarcie odbyło się 10 sierpnia 2012.

## Religia
- Kościół rzymskokatolicki:

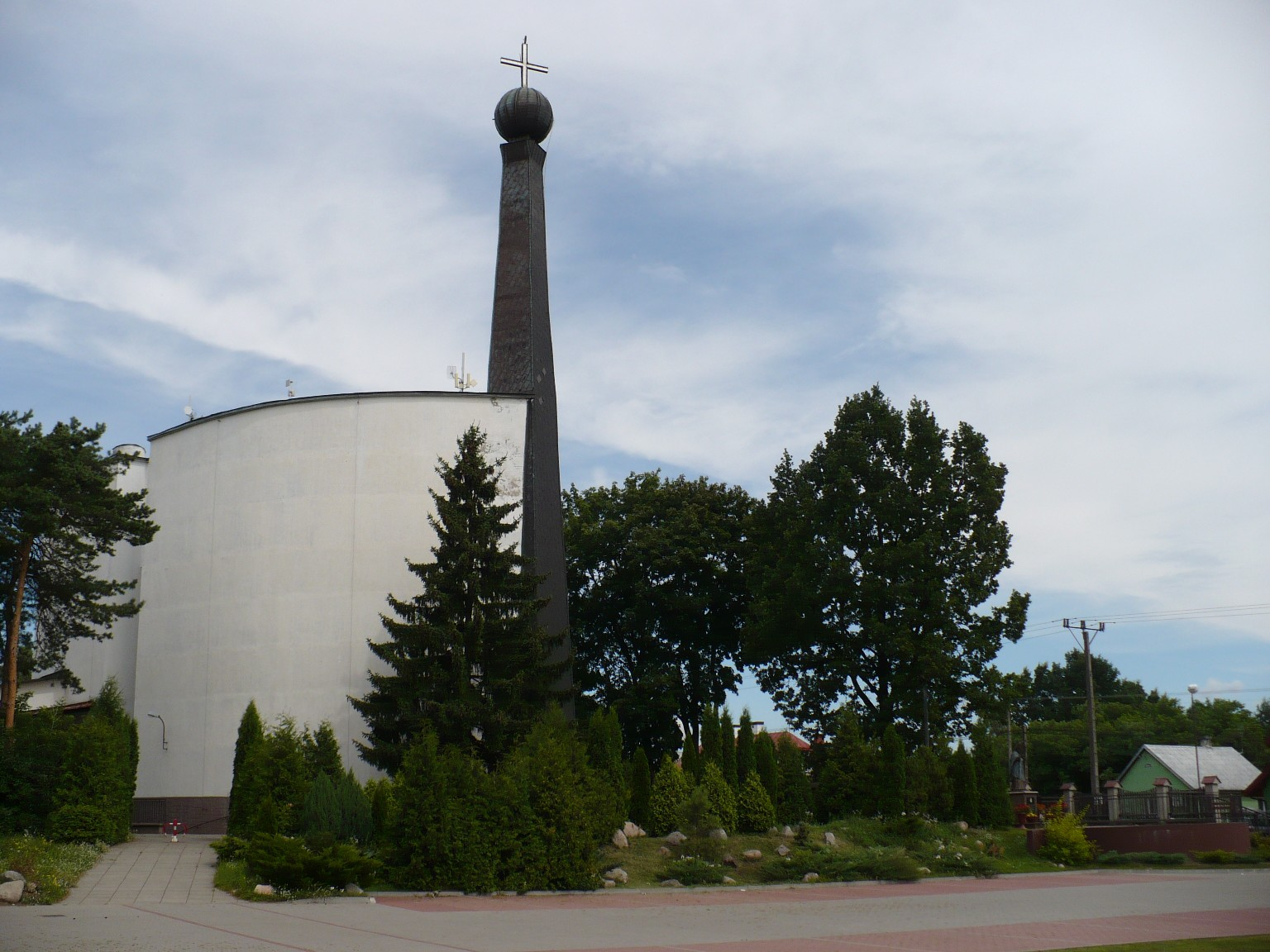
Kościół św. Teresy od Dzieciątka Jezus

- parafia św. Teresy od Dzieciątka Jezus (kościół św. Teresy od Dzieciątka Jezus)

Kościół Starokatolicki Mariawitów
- wierni należą do parafii św. Jana Chrzciciela w Cegłowie

- Świadkowie Jehowy:

- zbór Mrozy (Sala Królestwa, ul. Graniczna 11)